# Памятник Михаилу Горбачёву (Дессау-Рослау)
Памятник Михаилу Горбачёву установлен в 2020 году Дессау-Рослау у (Саксония-Анхальт, между Берлином и Лейпцигом). Открытие приурочено к 30-летию объединения ГДР и ФРГ, в процессе которого Горбачёв сыграл ключевую роль.

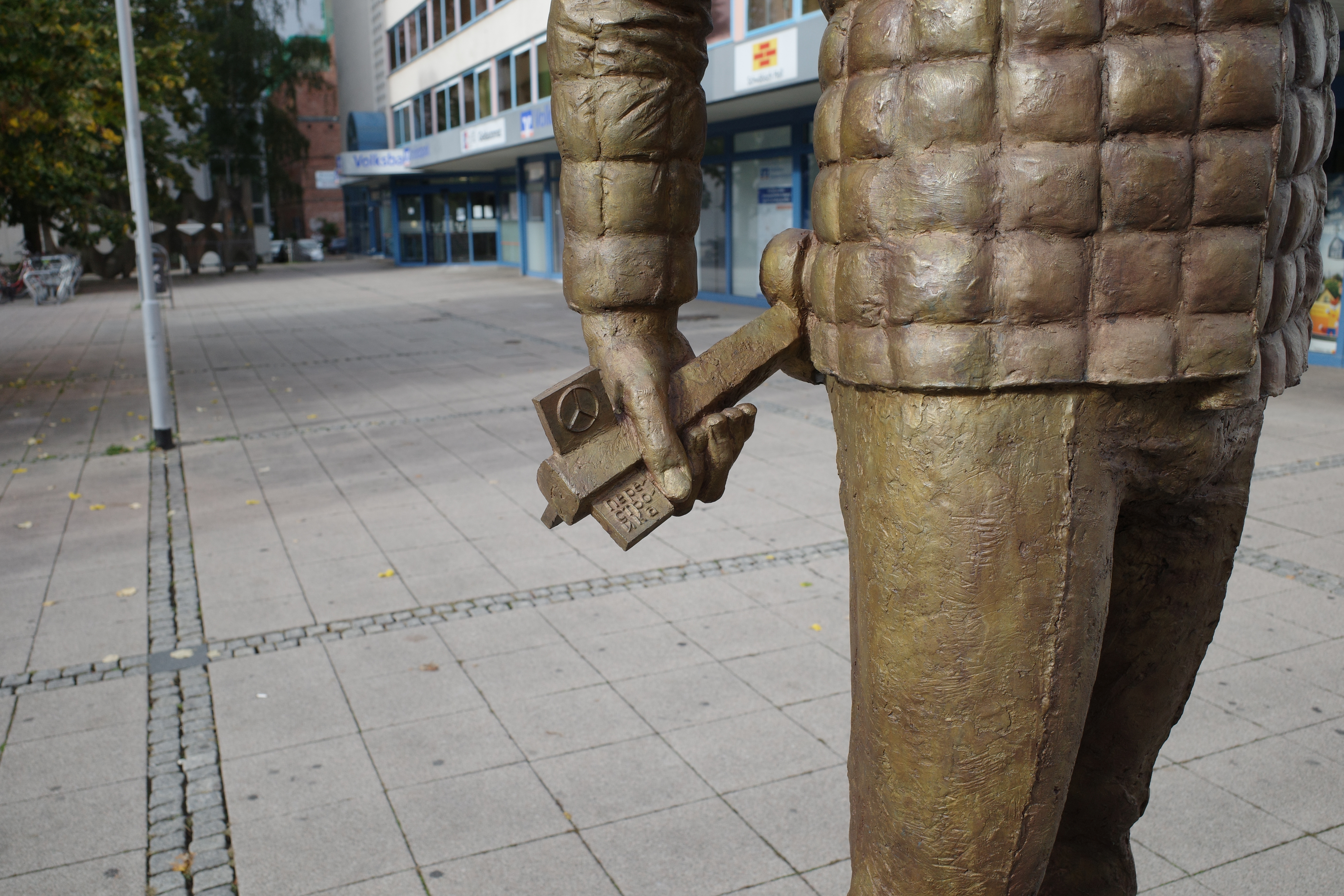
Рука с ключом

Памятник расположен на ратушной площади Дессау. Скульптор — Бернд Гебель, долгое время преподававший в Высшей школе искусств и дизайна в Галле. Средства на установку памятника собраны за счёт пожертвований жителей города. Расходы на установку оценивают в €50 тысяч.
Бронзовый памятник изображает президента СССР в стёганой куртке и с ключом в руке.
Открытие памятника произошло в День германского единства, на церемонии присутствовали представители местных властей (обер-бургомистр Дессау Петер Курас, премьер-министр Саксонии-Анхальт Райнер) и посольства РФ в Германии.
Это уже второй памятник Горбачёву в Германии; первый размещён в Берлине, рядом с бюстами других «отцов объединения» — Джорджа Буша-старшего и Гельмута Коля.